# Bemaitso
Bemaitso is een plaats en commune in het oosten van Madagaskar, behorend tot het district Andilamena, dat gelegen is in de regio Alaotra-Mangoro. Tijdens een volkstelling in 2001 telde de plaats 7.724 inwoners.
De plaats biedt enkel lager onderwijs aan. 75 % van de bevolking werkt als landbouwer en 23 % houdt zich bezig met veeteelt. Het belangrijkste landbouwproduct is rijst; andere belangrijke producten zijn pinda's, bonen en mais. Verder is 2% actief in de dienstensector.